# Espelho

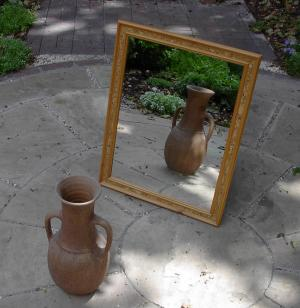
Um espelho refletindo um vaso

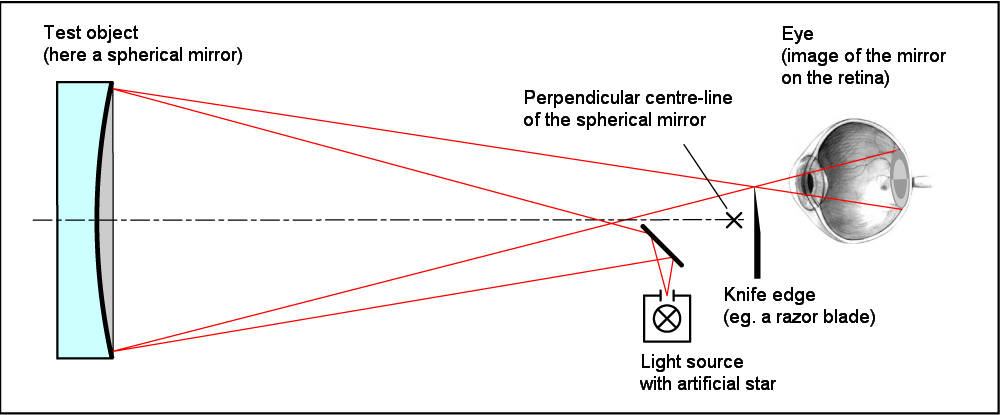
Esquema da formação de imagem no olho.

Espelho (do latim speculum) é uma superfície que reflete um raio luminoso em uma direção única definida (em vez de absorvê-lo ou espalhá-lo em todas as direções). Por convenção, as distâncias dos objetos são sempre consideradas positivas e as distâncias das imagens são consideradas positivas para imagens reais e negativas para imagens virtuais. Objeto reflexivo encontrado 5 mil anos atrás na Suméria/Iaque.
Os raios homogêneos que partem de vários pontos de qualquer objeto e incidem perpendicularmente ou quase perpendicularmente sobre qualquer plano refletor ou refrator ou superfície esférica divergem depois disso de tantos outros pontos ou são paralelos a tantas outras retas ou convergem para tantos outros pontos com precisão ou sem erro notável. E o mesmo acontece se os raios são refletidos ou refratados sucessivamente por dois ou três ou mais superfícies planas ou esféricas.
O ponto de onde os raios divergem ou para o qual convergem pode ser chamado foco dos raios. E, sendo dado o foco dos raios incidentes, o dos raios refletidos ou refratados pode ser encontrado determinando-se a refração de dois raios quaisquer.
Onde quer que os raios que provém de todos os pontos de qualquer objeto se encontrem de novo em um certo número de pontos depois de convergir por reflexão ou refração, eles formam uma imagem do objeto em qualquer corpo branco sobre o qual estão incidindo.
Quando uma pessoa olha para qualquer objeto, a luz que provém de vários pontos do objeto é refratada pela pele transparente e pelos humores aquosos do olho humano (isto é, pela túnica córnea e pelo humor cristalino que fica depois da pupila), de modo a convergir e se reunir de novo em vários pontos do fundo do olho, onde forma a imagem do objeto na pele (que se chama túnica retina) que recobre o fundo do olho.
Óculos convexos corrigem a falta de tumidez do olho e, aumentando a refração, fazem com que os raios convirjam antes e se reúnam nitidamente no fundo do olho, desde que o vidro tenha o grau de convexidade adequado. E o contrário acontece com míopes cujos olhos são muito túmidos. Nesse caso a refração é muito grande, os raios convergem e se reúnem nos olhos antes de atingir o fundo do olho; portanto a imagem formada no fundo e a visão causada por ela não são nítidas, a não ser que o objeto se aproxime tanto do olho que o ponto onde os raios convergentes se reúnem possa ser deslocado para o fundo, ou que a tumidez do olho seja eliminada e as refrações sejam diminuídas por um vidro côncavo dotado do grau de concavidade adequado, ou que, pela idade, o olho fique mais plano até adquirir a forma adequada.
Sistemas de espelhos estão sendo cada vez mais a ser utilizado, em especial no raio-X, ultravioleta, e as regiões de infravermelho do espectro visível. Embora seja relativamente simples de construir um dispositivo refletor que irá executar  suas funções satisfatoriamente através de uma ampla faixa de freqüência, o mesmo não pode ser dito dos sistemas de refração.
Os espelhos mais comuns são formados por uma camada de prata, alumínio ou amálgama de estanho, que é depositada quimicamente sobre a face posterior de uma lâmina de vidro, e por trás coberta com uma substância protetora.
Por sua vez, os espelhos de precisão são obtidos depositando, por evaporação sob vácuo, a camada metálica sobre a face anterior do vidro. Estes espelhos não podem ser protegidos o que implica que se realizem metalizações frequentes.
Existem diversos tipos de espelhos. Os mais utilizados são: os espelhos planos e os espelhos curvos e os de alta intensidade.
A rugosidade da superfície do espelho esta deve ser inferior a cerca de metade do comprimento de onda luminosa.
A transparência e absorção (semi-transparente, não transparente, transparência comprimento de onda dependente ou absorção) do espelho tem uma influência sobre o brilho e corda imagem de espelho. Além disso, a energia não é espelhada, há sempre uma perda (a refletância é sempre inferior a 100%).

## História

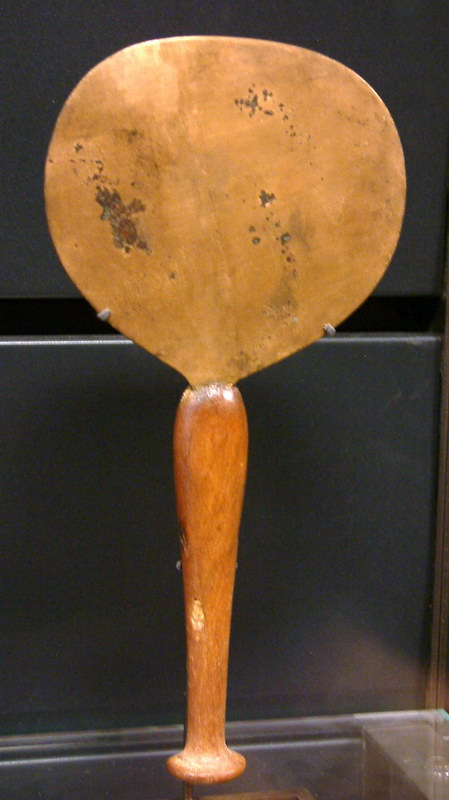
Antigo espelho egípcio fabricado em madeira e bronze.

Possivelmente terá sido a superfície da água que inspirou a fabricação do primeiro espelho. Foram descobertos nos despojos da civilização Badariana (do Egito, junto ao Rio Nilo), espelhos de cobre, deixados pelo homem primitivo no quinto milênio a .C. Mais tarde, construíram-se espelhos de prata polida, que é boa refletora, mas escurece (oxida) com a atmosfera e precisa ser limpa e trabalhada frequentemente.
De acordo com os experimentos de técnicas de produção, a superfície do espelho foi a primeira a ser talhada e polida com pedras de moagem grossa e fina, areia, argila e água. O esforço para produzir um espelho com uma esfera de obsidiana é estimada em oito horas.
Espelhos antigos egípcios eram fabricados de bronze polido e placas de cobre. Estes espelhos tinham forma arredondada e um cabo geralmente feito de um material diferente, sendo alguns desses cabos ricamente decorados.
Os primeiros registros escritos de espelhos metálicos na Bíblia são encontrados no Livro do Êxodo:
Espelhos etruscos e gregos muitas vezes eram ricamente decorados na parte de trás com cenas figurativas. Espelhos da Grécia antiga, muitas vezes tinham uma alça atuando como ponto de apoio.
No final da Idade Média, a técnica da fabricação de espelho foi sendo desenvolvida. O mercúrio era aplicado em papel fino montado em papel alumínio polido e coberto com outra folha de papel liso. Uma placa de vidro era colocada sobre o mesmo e levemente comprimida, e a camada de papel superior era removida. Após 10-20 horas de repouso, tempo de compressão, e até duas semanas de tempo de secagem, era fabricado o espelho. A fabricação deste espelho era incomparavelmente mais complexa do que a produção de espelhos por sopro com ligas de vidro, mas mesmo assim foi usado por quase quatro séculos.
No século XIX foi iniciada a fabricação do espelho de prata. Em 1835 foi publicado por Justus von Liebig "[...] quando se mistura aldeído com uma solução de nitrato de prata e aquece-se, a prata é depositada sobre as paredes de vidro, resultando em um espelho brilhante". .
Os espelhos devem conter pelo menos 10% de óxidos, podendo ser o óxido de chumbo (PbO), de óxido de bário (BaO), óxido de potássio (K2O) ou o óxido de zinco (ZnO).

## Espelho plano

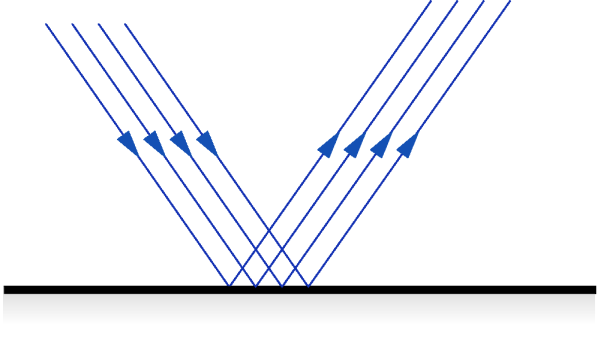
Reflexão de raios de luz em um Espelho Plano

Esquema de inversão de imagem em Espelho Plano

Em um espelho plano comum, vemos nossa imagem com a mesma forma e tamanho, que parece encontrar-se atrás do espelho. Essa imagem é enantiomorfa, e se encontra à mesma distância do objeto ao espelho.
No caso de um espelho plano a distância da imagem, i, é sempre igual em módulo a distância do objeto, p.
Os raios que partem de um objeto, diante de um espelho plano, refletem-se no espelho e atingem nossos olhos. Assim, recebemos raios luminosos que descreveram uma trajetória angular e temos a impressão de que são provenientes de um objeto atrás do espelho, em linha reta, isto é, mentalmente prolongamos os raios refletidos, em sentido oposto, para trás do espelho.
Equação do espelho plano:  {\displaystyle i=-p}

## Espelho esférico

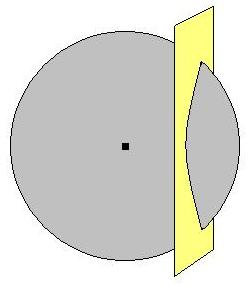
Esfera Cortada

Espelhos esféricos tem a forma de uma pequena seção da superfície de uma esfera. Na verdade, um espelho plano pode ser considerado um espelho esférico com um raio de curvatura infinito.
1. O centro de curvatura C (o centro da esfera a qual pertence a superfície do espelho) estava a uma distância infinita no caso do espelho plano; agora está mais próximo, a frente do espelho;
2. O campo de visão (a extensão da cena vista pelo observador) diminui em relação ao espelho plano;
3. A distância da imagem aumenta em relação ao espelho plano;
4. O tamanho da imagem aumenta em relação ao espelho plano.[1]

Para fazer um espelho convexo encurvamos para fora a superfície do espelho, causando as seguintes modificações no espelho e na imagem:
1. O centro de curvatura agora está atrás do espelho;
2. O campo de visão aumenta em relação ao espelho plano;
3. A distância da imagem diminui em relação ao espelho plano;
4. O tamanho da imagem diminui em relação ao espelho plano.[1]

### Pontos focais dos espelhos esféricos
Vamos considerar a reflexão da luz emitida por um objeto O situado sobre o eixo central de um espelho esférico, a uma grande distância do espelho. O eixo central é uma reta que passa pelo centro de curvatura C e pelo centro c do espelho. Devido a grande distância entre o objeto e o espelho, as frentes de onda da luz emitida pelo objeto podem ser consideradas planas ao se aproximarem do espelho. Isso equivale a dizer que os raios que representam as ondas luminosas provenientes do objeto são paralelos ao eixo central ao atingirem o espelho.
Quando esses raios paralelos são refletidos por um espelho côncavo, os raios próximos do eixo central convergem para um ponto comum F. Se colocarmos uma tela pequena em F, uma imagem pontual do objeto O aparece na tela. O ponto F recebe o nome de ponto focal ou foco do espelho; a distância entre F e o centro c do espelho é chamada de distância focal do espelho, f.
No caso de um espelho convexo, os raios paralelos, ao serem refletidos, divergem em vez de convergir. Entretanto, quando prolongamos os raios para trás do espelho, os prolongamentos convergem para um ponto comum. Esse ponto, F, é o ponto focal do espelho convexo, e sua distância do centro c do espelho é a distância focal. Se colocarmos uma tela em F, uma imagem do objeto O não aparece na tela, o que mostra que existe uma diferença essencial entre os pontos focais dos dois tipos de espelhos esféricos.
Para distinguir o ponto focal de um espelho côncavo, no qual os raios realmente se cruzam, do ponto focal de um espelho convexo, no qual o cruzamento é apenas dos prolongamentos dos raios divergentes, dizemos que o primeiro é um ponto focal real e o segundo um ponto focal virtual. Além disso, a distância focal de um espelho côncavo é considerada positiva, e a distância focal de um espelho convexo é considerada negativa. Em ambos os casos a relação entre a distância focal f e o raio de curvatura r do espelho é dada por
onde para manter a coerência com os sinais da distância focal, o raio r é considerado positivo no caso de um espelho côncavo e negativo no caso de um espelho convexo.

### Imagens produzidas por espelhos esféricos

Formação de imagem em superfície convexa

Formação de imagem em superfície côncava

Os espelhos convexos e planos produzem apenas imagens virtuais, independentemente da localização do objeto. O tamanho de um objeto ou imagem, medido perpendicularmente ao eixo central do espelho, é chamado de altura do objeto ou imagem. Seja h a altura de um objeto e H a altura da imagem correspondente. Neste caso a razão H/h é chamada de ampliação lateral do espelho, representada por m.
Por convenção, ampliação lateral é um número positivo quando a imagem tem a mesma orientação que o objeto, e um número negativo quando a imagem tem a orientação oposta. Por essa razão, a expressão de m é escrita
{\displaystyle m=H/h} , também dada por {\displaystyle m=-i/p}.
Ampliação lateral=1 significa que a imagem e o objeto são do mesmo tamanho; o sinal positivo significa que a imagem e o objeto tem a mesma orientação.

Em espelhos convexos (curvada como uma esfera) a imagem no espelho (virtual) é sempre menor. No entanto, pelo espelho côncavo pode ser alcançada uma imagem aumentada (real) de reflexão. A imagem é gerada no plano de curvatura e dependente da distância focal.